# Бредихина, Антонина Романовна
Антонина Романовна Бредихина (23 февраля 1947 — 31 октября 2017) — передовик советской фармацевтической промышленности, аппаратчица Белгородского витаминного комбината имени 50-летия СССР Министерства медицинской и микробиологической промышленности СССР Белгородской области, Герой Социалистического Труда (1986).

## Биография
Родилась 23 февраля 1947 года в городе Белгороде.
Окончив обучение в школе, трудоустроилась на Белгородский витаминный комбинат. Стала работать учеником аппаратчика, позже оператором. В годы девятой и десятой пятилетки демонстрировала высокие производственные результаты. Была представлена к награждению Орденами Трудового Красного Знамении и Ленина.
Указом Президиума Верховного Совета СССР от 3 июня 1986 года за получение высоких результатов в фармацевтической промышленности Антонине Романовне Бредихиной было присвоено звание Героя Социалистического Труда с вручением ордена Ленина и золотой медали «Серп и Молот».
Продолжала и дальше трудиться на комбинате. Общий трудовой стаж составил 35 лет.
Проживала в городе Белгороде. Умерла 31 октября 2017 года.

## Награды
За трудовые успехи была удостоена:
- золотая звезда «Серп и Молот» (03.06.1986)
- два ордена Ленина (31.03.1981, 03.06.1986)
- Орден Трудового Красного Знамени (11.03.1976)
- другие медали.